# Hålldammen (Järbo socken, Gästrikland)
Hålldammen är en sjö i Sandvikens kommun i Gästrikland och ingår i Gavleåns huvudavrinningsområde. Sjön är 6,4 meter djup, har en yta på 0,728 kvadratkilometer och är belägen 119 meter över havet.

## Delavrinningsområde
Hålldammen ingår i det delavrinningsområde (673586-154468) som SMHI kallar för Utloppet av Håldammen. Medelhöjden är 124 meter över havet och ytan är 2,81 kvadratkilometer. Räknas de 7 avrinningsområdena uppströms in blir den ackumulerade arean 28,26 kvadratkilometer. Vattendraget som avvattnar avrinningsområdet har biflödesordning 2, vilket innebär att vattnet flödar genom totalt 2 vattendrag innan det når havet efter 63 kilometer. Avrinningsområdet består mestadels av skog (72 procent). Avrinningsområdet har 0,73 kvadratkilometer vattenytor vilket ger det en sjöprocent på 25,8 procent.